# 태풍 간무리 (2002년)
태풍 간무리 (Kammuri)는 2002년 8월 3일부터 8월 5일까지 활동했고 최저기압 980 hPa를 기록했던 2002년의 제12호 태풍이다. 중국에 영향을 주었다. 이름인 ‘간무리’는 일본에서 제출하였으며 별자리 중 하나인 북쪽왕관자리를 의미한다.

## 같이 보기
- 2002년 태풍